# 300 Geraldina
300 Geraldina este un asteroid din centura principală, descoperit pe 3 octombrie 1890, de Auguste Charlois.